# Брупбахер, Фриц
Фриц Брупбахер (нем. Fritz Brupbacher; 30 июня 1874, Цюрих, — 1 января 1945, там же) — швейцарский врач, либертарный социалист и писатель.

## Биография
Отец Брупбахера, оставшись сиротой, в итоге смог вырваться из бедности и владел отелем на цюрихской улице Банхофштрассе. Мать же, напротив, принадлежала к кругу буржуазии, где были до сих пор живы идеи интеллектуального либерализма 30-х годов. В гимназии Фриц приобрел свободолюбивое мировоззрение, красной нитью прошедшее через его жизнь. Побывав на выступлении Огюста Фореля, он вместе с Максом Хубером создал гимназическое общество трезвости «Прогресс».
С 1893 года изучал медицину в Женеве и Цюрихе. В 1896 году стал президентом цюрихской секции швейцарского академического общества трезвости, которое послужило ему местом для литературных и социально-этических дискуссий. С докладом «Наши коллеги» о предоставлении обучающимся женщинам пассивного избирательного права он выступил в Цюрихском университете. В 1897 году он встретил русскую студентку, уроженку Самары Лидию Петровну Кочеткову, увлеченную идеями социализма. В 1898 году Брупбахер сдал государственный экзамен и под влиянием Огюста Фореля, возглавлявшего психиатрическую клинику «Бургхёльцли», занялся психиатрией. В следующем году для продолжения обучения он устроился в известную парижскую больницу Сальпетриер. Во время своего пребывания в Париже он познакомился с немецкими писателями Оскаром Паниццей и Франком Ведекиндом.
Помимо врачебной деятельности, Брупбахер посвятил себя пропаганде демократического социализма среди рабочего класса. В 1898 году, ещё в университете, вступил в Социал-демократический рабочий образовательный союз. Он основал читательский кружок «Schwänli», делал доклады и в 1899—1900 годах выпускал в Цюрихе агитационный журнал Junge Schweiz («Молодая Швейцария»). 
В 1900—1904 годах Брупбахер как представитель Социал-демократической партии Швейцарии заседал в Большом городском совете Цюриха. Примыкал к левому крылу социал-демократов и находился под влиянием анархизма и анархо-синдикализма. В 1903 году поместил в анархистской газете Weckruf («Призыв») статью с критикой ЦК партии. 
В 1901 году Брупбахер открыл врачебную практику в цюрихском рабочем квартале Ауссерзиль (по адресу Казерненштрассе, 17). В том же году он женился на Лидии Петровне, которая после окончания обучения решила работать врачом в России. В связи с этим большую часть супружеской жизни они жили раздельно.
Нужда, которую увидел Брупбахер, занимаясь лечением рабочих, по его мнению, являлась результатом алкоголизма и многодетности. Он выпустил брошюру «Большое число детей: придет ли конец?», где выступил за контроль над рождаемостью, чтобы улучшить положение работниц. Эта работа вызвала большой резонанс среди немецкоговорящего рабочего движения и за 20 лет разошлась тиражом в 500 тысяч экземпляров.
В 1905 году Брупбахер вместе с женой посетил на острове Джерси Петра Кропоткина, чья книга «Взаимопомощь как фактор эволюции» очень впечатлила Брупбахера. Там же он познакомился со швейцарским анархистом, писателем и другом Бакунина Джеймсом Гийомом, а также проникся идеями французского революционного синдикализма. В том же году он основал Антимилитаристскую лигу Цюриха.
Вместе со своим другом Максом Тоблером Брупбахер в 1906—1908 годах был ответственным редактором ежемесячника Polis. Кроме того, он писал статьи для Volksrecht, Vorposten, Freie Jugend, Der Revoluzzer, Der Kämpfer, La Vie Ouvrière и других французских синдикалистских газет.
В 1907 году у него остановилась Вера Фигнер, выехавшая на лечение в Европу после многолетнего пребывания в царских тюрьмах.
В 1908—1911 годах обучал рабочих на курсах лекторов.
В 1910 и 1911 году ездил в Россию, чтобы навестить болеющую сыпным тифом жену, сосланную в Пинегу как активный член партии эсеров.
В 1914 году в связи с симпатиями Брупбахера к анархизму был поставлен вопрос о его исключении из Социал-демократической партии, но благодаря активной поддержке своих друзей Брупбахер остался в её рядах.
С началом Первой мировой войны у Брупбахера обострились отношения с женой, люто возненавидевшей все немецкое. В конце концов в 1916 году их брак был расторгнут. В том же году он женился на уроженке Ревеля Хельми Кёрв, но и этот брак в итоге закончился разводом.
В 1921 году Брупбахер перешел из Социал-демократической партии в только что созданную Коммунистическую партию Швейцарии; возглавлял парторганизацию в Цюрихе. В том же году вместе с Вилли Мюнценбергом он сопровождал транспорт Международного фонда помощи рабочим с продуктами, предназначенными для голодающих областей РСФСР.
В 1922 году Брупбахер встретил врача Паулетту Гутцайт-Райгродски, уроженку Пинска, в 1924 году ставшую его третьей женой. В течение двадцати лет они имели в Ауссерзиле совместную врачебную практику и активно занимались половым просвещением.
В 1932 году Брупбахер раскритиковал Сталина за его борьбу против Троцкого и был исключен из Коммунистической партии за «абсолютно антимарксистскую анархистскую позицию». В 1933 году книга Брупбахера «Маркс и Бакунин» (Marx und Bakunin) оказалась среди книг, сожжённых нацистами.
Борьба Брупбахера за легализацию абортов стала продолжением его давних усилий по контролю за рождаемостью. В 1943 году он выпустил книгу «Душевная гигиена для здоровых язычников» (нем. Seelenhygiene für gesunde Heiden) — вызов тоталитарным силам. Наряду с этим он стремился помогать защите демократических идей, а также подпитывать традиции духовной свободы и независимости Швейцарии. Его последняя книга «Смысл жизни» (нем. Der Sinn des Lebens) была его завещанием «после банкротства социализма», итогом его собственных трудов «для простых людей, которые хотят думать самостоятельно, принять наше наследство, преумножить его и научиться тому, чему научились мы».
Похоронен вместе с Паулеттой Брупбахер на кладбище Хёнггерберг.
В 2009 году в честь Фрица и Паулетты Брупбахер была названа площадь в 3-м районе Цюриха, где ранее находился рабочий квартал Ауссерзиль (нем. Brupbacherplatz).
В 2011 году в интернет-журнале «Сноб» вышла повесть Михаила Шишкина «Кампанила Святого Марка», посвященная истории любви Фрица Брупбахера и Лидии Кочетковой.

## Отзывы

### Вера Фигнер
Брупбахер был оригинальный человек, вечно сыпавший парадоксами, женатый на русской, Л. П. Кочетковой, которая была его товарищем по медицинскому факультету. Благодаря её революционному влиянию, он понимал русское революционное движение и сочувствовал ему; он изучил русский язык, чтоб читать русские книги и познакомиться с нашей литературой. А когда Лидия Петровна, работавшая в России, попала в административную ссылку — в Мезень, он отправился на некоторое время к ней. В России, могучей и убогой, все, даже и её непорядки, в противоположность размеренности западноевропейского благоустройства, чрезвычайно понравилось ему. Со смехом рассказывал он, как ставил в Мезени самовары и ходил за провизией; как на пути пароходы приходили вместо 4 часов в 7; на пристанях стояли, сколько хотели, и уходили совсем не по расписанию. Но главное, что его прельщало, это — русская душа. Быть может, не без пропаганды Лидии Петровны, горячей защитницы крестьянской общины, или из отвращения к западноевропейскому буржуазному строю и обществу, он говорил: «Частная собственность не вытравила сердца русского народа».

Я познакомилась и подружилась с ним и его женой ещё в 1907 г. в санатории «Марбах» на Боденском озере, и ценила не только как революционного деятеля и прекрасного оратора, но и как доброго, отзывчивого человека. Когда в этот приезд, бывало, мы шли по улицам рабочего квартала, к нам то и дело подходили мужчины, женщины и дети, чтобы пожать ему руку, — это были его пациенты из рабочих семей, не хотевшие пропустить своего доктора без приветствия.

### Лев Троцкий
О докладе Радека, как и вообще о цюрихском социалистическом перекрестке в начале войны, рассказывает швейцарский писатель Брупбахер в своих небезынтересных воспоминаниях. Любопытно, что Брупбахер называет мои тогдашние взгляды… пацифистскими. Что он понимает под этим, понять невозможно. Собственное своё развитие с того времени он в заглавии одной из своих книжек характеризует так: «От мещанина к большевику». Я получил достаточно ясное представление о тогдашних взглядах Брупбахера, чтоб полностью присоединиться к первой половине этого заглавия. Что касается второй половины, то я не беру на себя за неё никакой ответственности.

## Сочинения
- Kindersegen — und kein Ende? Ein Wort an denkende Arbeiter. — München: Birk, 1903.
- Die Psychologie des Dekadenten. — Zürich: Thurow, 1904. — 93 S.
- Marx und Bakunin: ein Beitrag zur Geschichte der Internationalen Arbeiterassoziation — München: Birk, 1913 (переиздана в 2013 году; ISBN 978-3-922226-25-3).
- Um die Moral herum. — Hamburg: Verlag Carl Hoym Nachf., 1922. — 183 S.
- Vom Kleinbürger zum Bolschewik. — Berlin: Firn-Verlag, 1923. — 198 S.
- Wann ist eine ärztliche Abtreibung rechtswidrig? — Zürich: Bopp, 1924. — 96 S.
- Wo ist der Sitz der Seele? — Berlin: Neuer Deutscher Verlag, 1925. — 46 S.
- Michael Bakunin, der Satan der Revolte. — Zürich: Neuer Deutscher Verlag, 1929 (переиздана в 1979 году; ISBN 3-922226-00-0).
- Liebe, Geschlechtsbeziehungen und Geschlechtspolitik. — Berlin: Neuer Deutscher Verlag, 1930. — 52 S.
- 60 Jahre Ketzer. Selbstbiographie von Fritz Brupbacher. — Zürich-Leimbach: Verlag B. Ruppli, 1935 (переиздана в 1981 году под названием «Ich log so wenig als möglich»; ISBN 3-85791-032-1).
- Seelenhygiene für gesunde Heiden. — Zürich/New York: Oprecht, 1943. — 215 S.
- Der Sinn des Lebens. — Zürich: Verlag Oprecht, 1946. — 218 S.
- Hingabe an die Wahrheit. Texte zur polit. Soziologie, Individualpsychologie, Anarchismus, Spießertum und Proletariat. — Westberlin: Kramer, 1979. — ISBN 3-87956-101-X.